# 安徽涉外经济职业学院
安徽涉外经济职业学院，简称安涉外，是安徽省合肥市的一所民办全日制普通高等职业院校。

## 校史
2001年，安徽农业大学在合肥经济技术开发区设立了安徽农业大学涉外经济职业学院，2007年更名为安徽涉外经济职业学院。

## 院系设置
学院现设有七系二部，开设物流管理、会计、工程造价等34个专业。
- 国际学院
- 经济管理系
- 旅游管理系
- 会计系
- 工程系
- 信息与计算机系
- 艺术设计系
- 基础部
- 思政部

## 引用文献
1. 1 2  .   [2016-08-01]. （原始内容存档于2016-08-31）.